# Quercus palmeriana
Quercus palmeriana är en bokväxtart som beskrevs av Aimée Antoinette Camus. Quercus palmeriana ingår i släktet ekar, och familjen bokväxter. Inga underarter finns listade.